# Моча
Моча (слч. Moča, мађ. Dunamocs) насељено је мјесто са административним статусом сеоске општине (слч. obec) у округу Коморан, у Њитранском крају, Словачка Република.

## Становништво
| Година:    | 1994. | 2004.   | 2014.   | 2024.   |
| ---------- | ----- | ------- | ------- | ------- |
| Број људи: | 1190  | 1173    | 1133    | 1145    |
| Разлика:   |       | -1,42 % | -3,41 % | +1,05 % |

| Година:    | 2023. | 2024.   |
| ---------- | ----- | ------- |
| Број људи: | 1149  | 1145    |
| Разлика:   |       | -0,34 % |

Према подацима о броју становника из 2011. године насеље је имало 1.146 становника.